# Дискография Игоря Талькова
Дискография советского музыканта Игоря Талькова.

### Студийные альбомы
| Название     | Детали                                                                          |
| ------------ | ------------------------------------------------------------------------------- |
| «Россия»     | - Релиз: декабрь 1991 - Лейбл: ЛадЪ - Формат: LP, CS, CD, Цифровая загрузка     |
| «Моя любовь» | - Релиз: март 1992 - Лейбл: SNC Records - Формат: LP, CS, CD, Цифровая загрузка |

### Мини-альбомы
| Название       | Детали                                            |
| -------------- | ------------------------------------------------- |
| «Чистые пруды» | - Релиз: 1988 - Лейбл: ВФГ «Мелодия» - Формат: LP |

### Компиляции
| Название                     | Детали                                         |
| ---------------------------- | ---------------------------------------------- |
| «Этот мир» (Диск 1)          | - Релиз: 1993 - Лейбл: T. Talkova - Формат: CD |
| «Ностальгия» (Диск 2)        | - Релиз: 1993 - Лейбл: T. Talkova - Формат: CD |
| «Я вернусь» (Диск 3)         | - Релиз: 1993 - Лейбл: T. Talkova - Формат: CD |
| «Моя любовь» (Диск 4)        | - Релиз: 1993 - Лейбл: T. Talkova - Формат: CD |
| «Призвание» (Диск 5)         | - Релиз: 1995 - Лейбл: T. Talkova - Формат: CD |
| «Последний концерт» (Диск 6) | - Релиз: 1996 - Лейбл: T. Talkova - Формат: CD |

## Сборники
Издано как «Людмила Сенчина, группа Игоря Талькова»
1. Страна детства (6:05)
2. Колесница жизни (4:37)
3. Радость моя (4:07)
4. Полевые цветы (3:40)
5. Час до рассвета (5:31)
6. Три дня (3:28)
7. Всё позабудь (5:02)
8. Любовь и разлука (4:31)
9. Бумажный самолётик (4:05)
10. Сновидения (3:54)

1. «Да» и «Нет» (3:44)
2. Поздно (3:57)
3. У твоего окна (5:31)
4. В океане непонимания (3:48)
5. Маленький город (4:50)
6. Мой брат (5:01)
7. Замкнутый круг (5:56)

Композитор — Давид Тухманов. В скобках указан автор текста. Вокал: Ирина Аллегрова (1, 2, 4—8), Игорь Тальков (1, 3, 4, 6, 8).
1. Нервы, нервы, нервы… (М. Рябинин, 3:51)
2. Воздушные замки (Л. Фадеев, 4:16)
3. Чистые пруды (Л. Фадеев, 6:03)
4. Но всё-таки лето (В. Харитонов, 4:34)
5. Экстрасенс (С. Осиашвили, 4:08)
6. Прощальный день (А. Саед-Шах, 4:48)
7. Старое зеркало (С. Осиашвили, 5:11)
8. Темная лошадка (Л. Рубальская, 4:14)

Альбом с социальными песнями планировался к выпуску на грампластинках типа «гигант» (12″) лейблом «Мелодия» в 1989 году.
Альбом был выпущен на грампластинках лейблом «Ладъ» в декабре 1991 года, уже после смерти Игоря Талькова.
1. Россия (7:49)
2. Бывший подъесаул (5:59)
3. КПСС (3:44)
4. Глобус (4:53)
5. Война (3:54)
6. Господин президент (3:45)
7. Я вернусь (6:15)
8. Метаморфоза (3:42)
9. Памяти Виктора Цоя (4:36)

1. КПСС (3:37)
2. Революционная ламбада (1:29)
3. Чижик-пыжик (2:22)
4. Стоп! думаю себе… (3:03)
5. Кремлёвская стена (3:31)
6. Господа демократы (4:49)
7. Бал Сатаны (3:11)
8. Бывший подъесаул (5:59)
9. Россия (8:29)
10. Я вернусь (8:58)
11. Совки (3:14)
12. Уеду (4:07)
13. Звезда (5:60)
14. Маленькая планета (4:49)
15. Памяти Виктора Цоя (7:47)

1. Моя любовь (6:21)
2. Летний дождь (8:36)
3. Океан непонимания (4:34)
4. Рыжий (5:15)
5. Уеду (4:13)
6. Странница в ночи (5:18)
7. Замкнутый круг (6:07)
8. Память (5:43)
9. Таня (4:51)
10. Love You (5:59)

1. Ностальгия (5:20)
2. Чистые пруды (5:58)
3. Маленький город (4:25)
4. У твоего окна (5:04)
5. Праздник (5:03)
6. Нервы, нервы, нервы (3:46)
7. Прощальный день (4:45)
8. Ты опоздала (5:04)
9. Новая дорога (3:55)
10. Звезда (6:02)
11. Памяти Виктора Цоя (5:12)
12. Спасательный круг (4:33)
13. Сцена (3:46)

1. Россия (7:49)
2. Бывший подъесаул (5:56)
3. Родина моя (6:48)
4. Дядин колпак (5:01)
5. Господа демократы (3:53)
6. «Совки» (3:14)
7. Бал Сатаны (4:46)
8. Кремлёвская стена (2:36)
9. Стоп! Думаю себе (3:13)
10. Фатальная колесница (6:18)
11. А теперь мы с тобой притихли (3:39)
12. Этот мир (4:26)
13. Солнце уходит на запад (7:12)

1. Друзья-товарищи (3:16)
2. Примерный мальчик (3:19)
3. Люди с забинтованными лбами (6:21)
4. Метаморфоза (3:41)
5. Война (3:51)
6. КПСС (3:44)
7. Глобус (6:54)
8. Господин президент (3:45)
9. Маленькая планета (4:49)
10. Я вернусь (6:15)

1. В океане непонимания (3:48)
2. Мой брат (5:07)
3. Самый лучший день (4:14)
4. Чудак (5:32)
5. Призвание (6:51)
6. Поздно (4:08)
7. Гармония (4:34)
8. Заискивание (4:27)
9. Мистер «Х» (4:37)
10. Этот путь (5:11)

1. Моя любовь (6:21)
2. Ты опоздала (5:04)
3. Память (5:43)
4. У твоего окна (5:04)
5. Замкнутый круг (6:07)
6. Летний дождь (8:36)
7. Праздник (5:03)
8. Таня (4:51)
9. Love You (5:59)
10. Звезда (6:02)

1. Памяти Виктора Цоя (5:14)
2. Декламация Талькова (3:33)
3. Родина моя, КПСС (8:54)
4. Метаморфоза (3:40)
5. Бывший подъесаул (10:28)
6. Россия (8:10)
7. Я вернусь (8:30)
8. Чистые пруды (7:43)
9. Самый лучший день (4:49)
10. Летний дождь (7:41)
11. Звезда (5:53)

1. Сцена (3:50)
2. Люди с забинтованными головами (6:19)
3. Примерный мальчик (3:21)
4. Друзья-товарищи (3:18)
5. Уеду (4:20)
6. Океан непонимания (4:35)
7. Спасательный круг (4:38)
8. Этот мир (4:27)
9. Фатальная колесница (6:20)
10. Метаморфоза-1 (3:42)
11. Рыжий (5:16)
12. Чистые пруды (5:54)
13. Ностальгия (5:20)

## Переиздания на CD с цифровым ремастерингом студии Игоря Матвиенко
1. Родина моя (6:51)
2. Россия (7:13)
3. Бывший подъесаул (5:58)
4. Господа — демократы (3:48)
5. КПСС (3:43)
6. Война (3:49)
7. Дядя (5:05)
8. Бал сатаны (4:52)
9. Я вернусь (6:19)
10. Господин президент (3:44)
11. Бывший подъесаул (первый вариант фонограммы) (5:41)
12. Родина моя (записано на концерте в ДК МИСИС) (4:18)

1. Сцена (3:47)
2. Люди с забинтованными лбами (6:16)
3. Метаморфоза-1 (3:39)
4. Век Мамай (3:33)
5. Совки (3:15)
6. Стоп!.. Думаю себе! (3:14)
7. Кремлёвская стена (2:36)
8. Метоморфоза-2 (3:41)
9. Глобус (6:53)
10. Баллада об афганце (концертный вариант) (3:36)
11. Памяти Виктора Цоя (4:58)
12. Этот путь (инструментальная пьеса) (3:33)
13. Собрание в ЖЭКе (записано на концерте в ДК МИСИС) (6:40)
14. Сцена (записано на концерте в ДК МИСИС) (2:46)

1. Чистые пруды (5:42)
2. Маленький город (4:60)
3. Рыжий (5:13)
4. Мой брат (5:14)
5. Призвание (6:48)
6. Примерный мальчик (3:18)
7. Друзья — товарищи (3:17)
8. Чудак (5:35)
9. Поздно (4:04)
10. В океане непонимания (3:52)
11. Гармония (4:39)
12. Этот путь (5:45)
13. Посвящение Игорю Саруханову (Дорогие мои старики) (1:32)

1. Ностальгия (5:24)
2. Фатальная колесница (6:19)
3. Маленькая планета (4:48)
4. Океан непонимания (4:33)
5. Уеду! (4:11)
6. Спасательный круг (4:37)
7. Мистер «X» (4:35)
8. Саквояж (3:56)
9. Звезда (6:06)
10. Солнце уходит на запад (7:12)
11. Этот мир (4:27)

CD1
1. Моя любовь (6:27)
2. Ты опоздала (5:10)
3. Летний дождь (8:39)
4. Самый лучший день (4:43)
5. Память (5:46)
6. Праздник (5:12)
7. Самый лучший день (первый вариант фонограммы) (4:15)

CD2
1. Love You (Я тебя люблю) (5:57)
2. У твоего окна (5:41)
3. Замкнутый круг (6:10)
4. Таня (4:49)
5. Моя любовь (5:23)
6. Память / Когда засыпает город (концерт 1984 г.) (4:35)
7. Разговоры ни о чём (концерт 1984 г.) (5:45)
8. Таня (первый вариант фонограммы) (5:25)
9. Моя любовь (записано на концерте в ДК МИСИС) (4:53)
10. Три дома (4:16)

CD1
1. Памяти Виктора Цоя (11:27)
2. Родина моя (5:58)
3. КПСС (3:02)
4. Революционная ламбада (1:32)
5. Чижик-пыжик (3:11)
6. Метаморфоза (4:13)
7. Кремлёвская стена (5:15)
8. Стоп!.. Думаю себе… (3:40)
9. Полугласность (1:27)
10. Господа-демократы (7:11)
11. Бывший подъесаул (9:36)

CD2
1. Россия (12:27)
2. Я вернусь (6:40)
3. Бал Сатаны (10:16)
4. Чистые пруды (7:26)
5. Звезда (5:53)
6. Самый лучший день (5:30)
7. Летний дождь (9:60)
8. Океан непонимания (4:35)
9. Уеду! (8:21)

CD1
1. Памяти Виктора Цоя (4:22)
2. Сцена (3:50)
3. Россия (7:29)
4. Родина моя (6:53)
5. Бывший подъесаул (5:59)
6. Фатальная колесница (6:21)
7. Океан непонимания (4:35)
8. Спасательный круг (4:39)
9. Маленький город (5:01)
10. Праздник (5:46)
11. Звезда (6:06)

CD2
1. Глобус (6:53)
2. Господа демократы (3:50)
3. Солнце уходит на запад (7:14)
4. Моя любовь (6:24)
5. Ты опоздала (5:09)
6. Таня (4:50)
7. Летний дождь (8:39)
8. Память (5:10)
9. Love You (5:59)
10. Я вернусь (6:20)

CD1
1. Разговоры ни о чём (5:17)
2. Моя любовь (4:55)
3. Звезда (6:07)
4. Ты опоздала (5:09)
5. Летний дождь (8:38)
6. Маленькая планета (4:49)
7. Память (4:09)
8. Love You (Я тебя люблю) (5:58)
9. Праздник (5:45)
10. Саквояж (3:58)
11. Три дома (4:20)

CD2
1. Таня (4:49)
2. Самый лучший день (4:41)
3. Этот путь (3:34)
4. Уеду! (4:13)
5. У твоего окна (5:41)
6. Этот мир (4:27)
7. Замкнутый круг (6:12)
8. Спасательный круг (4:39)
9. Фатальная колесница (6:21)
10. Праздник (5:09)
11. Океан непонимания (4:35)
12. Моя любовь (4:58)

## Неизданное
- 1982 — Когда засыпает город

## Сборники
- 2003 — Платиновая коллекция (2CD)
- 2007 — GRAND COLLECTION
- 2008 — Лучшее (2CD)
- 2011 — Лучшее
- 2011 — Игорь Тальков — Коллекция Легендарных песен!
- 2012 — Лучшее (2CD)
- 2012 — Лучшие песни

## Трибьют-альбомы
- 2001 — Я вернусь
- 2006 — Чистые пруды

## Видеоклипы
- 1986 — Страна детства. Одна из самых первых съёмок И. Талькова на ЦТ в передаче «Наша земля»
- 1987 — Чудак
- 1987 — Пусть будет тишина
- 1987 — Самый лучший день
- 1987 — Чистые пруды
- 1988 — Рыжий
- 1989 — «Россия». Впервые показан в декабре 1989 года по Центральному телевидению в телепрограмме Владимира Молчанова «До и после полуночи»[3]
- 1990 — «Кремлёвская стена», снят Ленинградским телевидением[4]
- 1990 — Уеду
- 1990 — Маленькое кафе
- 1990 — В океане непонимания
- 1990 — Память
- 1990 — Звезда
- 1990 — Моя любовь
- 1990 — Метаморфоза
- 1991 — Летний дождь
- 1991 — Ты опоздала
- 1991 — Солнце уходит на запад

## Документированные даты написания некоторых песен
- 1977 год — «Память»[5]
- 1980 год — «Маленькая планета»[5]
- 1985 год — «Замкнутый круг», «Мой брат», «У твоего окна»
- 1987 год — «Стоп, думаю себе…»[5]
- 1988 год — «Дядя», «Век Мамай», «Совки», «Друзья-товарищи», «Родина моя»[5]
- 1989 год — «КПСС», «Россия», «Я вернусь», «Бывший подъесаул», «Бал сатаны», «Господа демократы»[5]
- 1990 год — «Война», «Глобус», «Уеду», «Памяти Виктора Цоя»[5]
- 1991 год — «Метаморфоза-2», «Баллада об афганце», «Таня», «Господин президент» (сентябрь 1991 года, после августовского путча)[6]

## Заимствования
| Песня                | Название оригинала и год выхода                                   | Исполнитель оригинала            |
| -------------------- | ----------------------------------------------------------------- | -------------------------------- |
| «Звезда»             | «Et Si Tu N’existais Pas»                                         | Джо Дассен                       |
| «Летний дождь»       | «You and I»                                                       | Мадлен Кейн                      |
| «Новая дорога»       | «Loversnight»; «Бродячие артисты» (1985) / «Mrs Vandebilt» (1974) | Supermax; Весёлые ребята / Wings |
| «Памяти Виктора Цоя» | «Woman In Love» (1980)                                            | Барбра Стрейзанд                 |
| «Совки»              | «Owner of a Lonely Heart» (1985)                                  | Yes                              |
| «Я вернусь»          | «Lily Was Here» (1989)                                            | Кэнди Далфер и Дэвид Стюарт      |